# Риш, Джим
Джеймс (Джим) Э́лрой Риш (англ. James Elroy Risch; род. 3 мая 1943, Милуоки, Висконсин) — сенатор США от Айдахо, 31-й губернатор Айдахо.
С 2019 года возглавляет Комитет Сената США по международным отношениям.

## Биография

### Ранние годы
Родился в столице штата Висконсин Милуоки. Предками отца, Элроя Риша, были немцы, а матери, Хелен Леви — ирландцы, шотландцы и англичане.
С 1961 по 1963 годы Риш обучался в Университете Висконсина в Милуоки. Впоследствии он перевёлся в Айдахский университет, где вступил в студенческое братство Фи-Дельта-Тета. В 1965 году он получил степень бакалавра по специальности лесное хозяйство. Риш продолжил обучение в юридическом колледже при университете. В 1968 году он получил степень доктора юридических наук.

### Политическая карьера
Политическая карьера Риша началась в 1970 году, когда он победил на выборах прокурора в округе Эйда. Находясь в этой должности, Риш также преподавал уголовное судопроизводство студентам Университета штата Айдахо в Бойсе и возглавлял Ассоциацию прокуроров Айдахо.
В 1974 году Риш избрался в Сенат Айдахо от округа Эйда. В 1976 году он стал лидером большинства и председателем pro tempore. В 1988 году ему не удалось переизбраться. Ришу также не удалось победить на праймериз в Сенат штата 1994 года. Однако он всё же вошёл в Сенат в 1995 году, будучи назначенным губернатором Фила Батта.
В январе 2001 года Риш намеревался занять пост вице-губернатора штата, освободившийся после избрания Бутча Оттера в Палату представителей. Однако губернатор Дирк Кемпторн назначил вместо него сенатора Айдахо Джека Ригса (англ.) из Кер-д’Алена. Но уже в 2002 году Ришу удалось победить Ригса на республиканских праймериз и впоследствии стать вице-губернатором.
26 мая 2006 года, после того как Кемпторн ушёл в отставку в пользу должности министра внутренних дел, Джим Риш стал губернатором Айдахо. В августе 2006 года он созвал особую сессию Легислатуры Айдахо, повесткой которой стало рассмотрение предложенного им законопроекта об изменении налога на недвижимость. Риш дослужил остававшиеся Кемпторну семь месяцев до января 2007 года. Предполагалось, что в 2006 году Риш будет выдвинут на республиканских праймериз как преемник Кемпторна, но предпочтение было оказано высказавшему желание баллотироваться в губернаторы Бутчу Оттеру. В ноябре 2005 года Риш заявил о желании вновь избраться вице-губернатором. В 2006 году в борьбе за этот пост он победил демократа Ларри ЛаРокко.
9 октября 2007 года Риш заявил, что желал бы занять вакантное место сенатора от Айдахо. В мае 2008 года он был выбран кандидатом в сенаторы от республиканской партии. Ему вновь противостоял Ларри ЛаРокко. Риш, набрав 58 % голосов, снова его победил. За три дня до окончания срока своего вице-губернаторства Риш подал в отставку, чтобы 3 января 2009 года занять должность сенатора.
По состоянию на 2021 год занимает важный пост в сенатском комитете по иностранным делам.

## Политические взгляды

### Россия
Является сторонником жесткой политической линии в отношениях с [путинской] Россией. В частности, является противником строительства трубопровода Северный поток 2. В связи с отменой санкций США против компаний, участвующих в строительстве, заявил что отмена санкций:

…является подарком Путину и лишь ослабит позиции США на предстоящих переговорах Байден-Путин.
Оригинальный текст (англ.)...a gift to Putin that will only weaken the United States' leverage in the lead up to the impending Biden-Putin summit. 

### Комментарии
1. ↑  19 мая 2021 года администрация президента Байдена объявила об отмене санкций против компаний, участвующих в строительстве трубопровода. Это решение вызвало неоднозначную реакцию политиков как в США, так и в Европе[5]

### Сноски
1. 1 2  http://bioguide.congress.gov/scripts/biodisplay.pl?index=R000584
2. ↑  Sewell, Cynthia. Idaho Sen. Risch elected chairman of Senate Foreign Relations Committee (англ.). Idaho Statesman (8 января 2019). Дата обращения: 11 января 2019.
3. ↑  Ancestries of United States Senators: Jim Risch (англ.). ancestry.com. Дата обращения: 11 июня 2012. Архивировано из оригинала 4 июля 2015 года.
4. ↑  Greene, Tom (9 октября 2007). Jim Risch announces Senate bid. Coeur d'Alene Press. Архивировано 4 февраля 2019. Дата обращения: 10 октября 2009.
5. 1 2 3  Nord Stream 2: Biden waives US sanctions on Russian pipeline Архивная копия от 20 мая 2021 на Wayback Machine, BBC, 19.05.2021